# Polygala malesiana
Polygala malesiana är en jungfrulinsväxtart som beskrevs av Adema. Polygala malesiana ingår i släktet jungfrulinssläktet, och familjen jungfrulinsväxter. Inga underarter finns listade i Catalogue of Life.